# 1949
1949 (MCMXLIX) var ett normalår som började en lördag i den gregorianska kalendern.

## Händelser

### Januari
- 5 januari
  - 4 727 personer, varav 3 897 barn, dör av kyla och svält i Shanghai, Kina[1].
  - Alva Myrdal blir chef för FN:s sektion för sociala frågor i New York[2].
- 7 januari
  - En konferens inleds i Karlstad mellan Sveriges, Norges och Danmarks försvars- stats- och utrikesministrar om det försvarspolitiska samarbetet.
  - Den finländska hembiträdeslagen införs[3].
- 13 januari – Gunnar Nordahl, svensk landslagscenter i fotboll, skriver kontrakt med AC Milan och blir därmed Sveriges första riktiga professionella fotbollsspelare[4].
- 17 januari – The Goldbergs, den första situationskomedin på amerikansk TV, sänds för första gången.
- 20 januari – Kentuckydemokraten Alben W. Barkley blir USA:s nye vicepresident.
- 29 januari – Den kommunistiska ekonomiska samarbetsorganisationen COMECON bildas.
- 22–24 januari – Ett skandinaviskt toppmöte angående gemensamt försvar hålls i Köpenhamn mellan Danmarks statsminister Hedtoft, Norges Gerhardsen och Sveriges Erlander.
- 27 januari – 600 personer omkommer då kinesiska passagerarfartyget Taiping kolliderar med ett kolfartyg och båda fartygen sjunker[1].
- 30 januari – Förhandlingarna om ett nordiskt försvarsförbund mellan Danmark, Norge och Sverige strandar vid ett möte i Oslo[4]. Sverige vill inte ge upp neutraliteten och Danmark och Norge vill gå med i NATO.

### Februari
- 8 februari
  - Kardinal Mindszenty döms till livstids fängelse för förräderi mot den kommunistiska regimen i Ungern.
  - 28 personer omkommer då SAS-flygplanet Torlak Viking störtar i dimma över Öresund[1].
- 12 februari – Den svenska dansösen, revyartisten och skönhetsdrottningen Betty Bjurström skadas svårt när hon skjuts med tre skott av sin svartsjuke man[5], italienaren Renato Senise[6].
- 24 februari – Israel och Egypten enas om vapenvila efter FN-medling[5].

### Mars
- 1 mars – Joe Louis, USA avsäger sig världsmästartiteln i tungviktsboxning som han hållit i 12 år och försvarat 25 gånger[4].
- 3 mars – 39-årige John Haigh häktas i London för sex mord, där han löst upp kropparna i syra[5].
- 23 mars – Sverige får en ny tryckfrihetsförordning[7], som alltjämt är i kraft. Den innehåller grundlagsreglering i detalj, censurförbud, etableringsfrihet och offentlighetsprincipen. Pressens skydd mot statliga ingrepp stärks också. Förordningen är en följd av andra världskrigets inskränkningar i tryckfriheten.
- 24 mars
  - Prövningsfri intagning till läroverken införs i Sverige.
  - Arne Sucksdorff vinner en Oscar för sin kortfilm Människor i stad[5].

### April
- 1 april – Södra delen av ön Irland lämnar Brittiska samväldet och bildar Republiken Irland, medan Nordirland fortfarande tillhör Storbritannien.
- 4 april – Västförsvarspakten North Atlantic Treaty Organization (NATO) bildas i Washington, DC av USA, Kanada och 10 västeuropeiska stater[4]. Medlemsländerna skall hjälpa till att försvara varandra mot yttre fiender och ett angrepp på ett medlemsland skall anses som ett angrepp på samtliga medlemsländer. Nordatlantiska fördraget ingås denna dag.
- 8 april – Geografen Gerd Enequist blir första kvinnliga professorn vid Uppsala universitet[4].
- 19 april – Wienerbröd får efter kristiden åter säljas i Sverige[8].
- 27 april – Nisse och Kajsa Strinning får pris för sitt nya bokhyllesystem.

### Maj

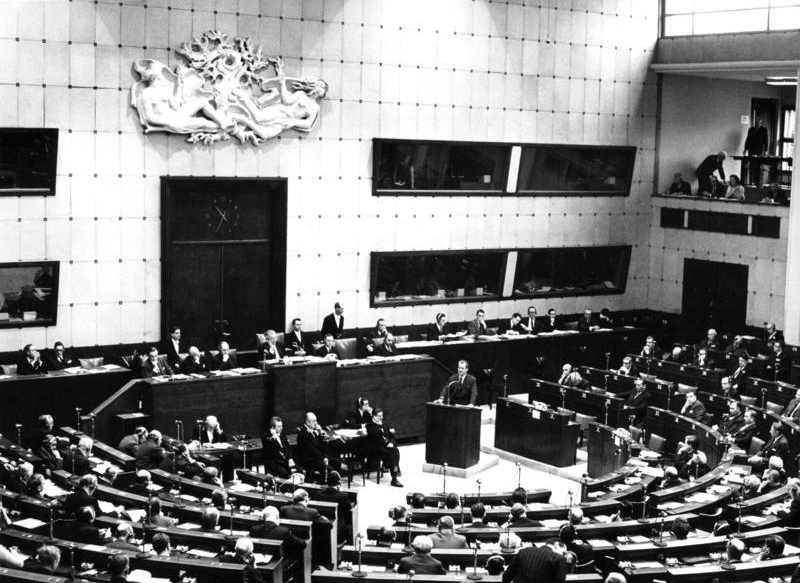
Europarådet grundas.

Västtyskland

- 2 maj – Arthur Miller får Pulitzerpriset för pjäsen En handelsresandes död[5].
- 5 maj – Europarådet bildas med bland annat Sverige som medlem[8].
- 12 maj – Sovjetunionen häver Berlinblockaden, som har pågått sedan 1948[5].
- 14 maj – Den svenska riksdagen godkänner Sveriges anslutning till Unesco.
- 21 maj – Den svenska föräldrabalken utfärdas.[7] Den reglerar förhållandena mellan föräldrar och barn. Den bygger framförallt på lagstiftning från 1917–1924, men innehåller en del nyheter. Bland annat lagstiftas om fastställande av faderskap till barn födda utom äktenskapet och nya regler som ger båda föräldrarna förmyndarskap över barn födda inom äktenskapet.
- 23 maj – De tre västliga ockupationszonerna i Tyskland slås samman till "Förbundsrepubliken Tyskland" (Västtyskland) med Bonn som huvudstad[4].
- 27 maj
  - Kommunisterna erövrar Shanghai[5].
  - Filmstjärnan Rita Hayworth gifter sig med Aly Khan, son till Aga Khan III, en av världens rikaste män[5].

### Juni

Emiratet Cyrenaica

- 1 juni – Storbritannien erkänner Cyrenaica.[9]
- 7 juni – I USA pekas flera kändisar ut som kommunister: Frank Sinatra, Charlie Chaplin, Katharine Hepburn, Orson Welles och Danny Kaye[5].
- 19 juni – Ingemar Hedenius [Tro och vetande] utkommer, och det blir debatt i Sverige om kristen tro[8]. Boken angriper kristendom och teologi[2].
- 20 juni
  - Gunnar Hedlund i Rådom väljs till partiledare för Bondeförbundet efter Axel Pehrsson-Bramstorp[4].
  - Den svenska köttransoneringen upphör[8].
- 30 juni
  - Nordkoreas och Sydkoreas arbetarparti går samman och bildar Koreas arbetarparti.
  - Ernst Wigforss avgår som svensk finansminister efter 18 år på Finansdepartementet. Ernst Wigforss, som var influerad av John Maynard Keynes nationalekonomiska idéer, efterträds av David Hall[2].

### Juli
- 1 juli – Obligatorisk S-märkning av lamphållare för elektriska glödlampor, 250 V, införs.
- 7 juli – Den svenska textilkonstnären Astrid Sampe utnämns till konstindustriell hedersledamot av Royal Society of Arts i London[2]
- 11 juli – På grund av en omfattande hamnarbetarstrejk i London förklarar den brittiska labourregeringen undantagstillstånd och sätter in soldater att utföra de strejkandes arbete[10]
- 19 juli – Laos får begränsat självstyre inom Frankrike.
- 23 juli – Andra Lingiaden med 15 500 deltagare från 66 länder inleds på Stockholms stadion[4]

### Augusti

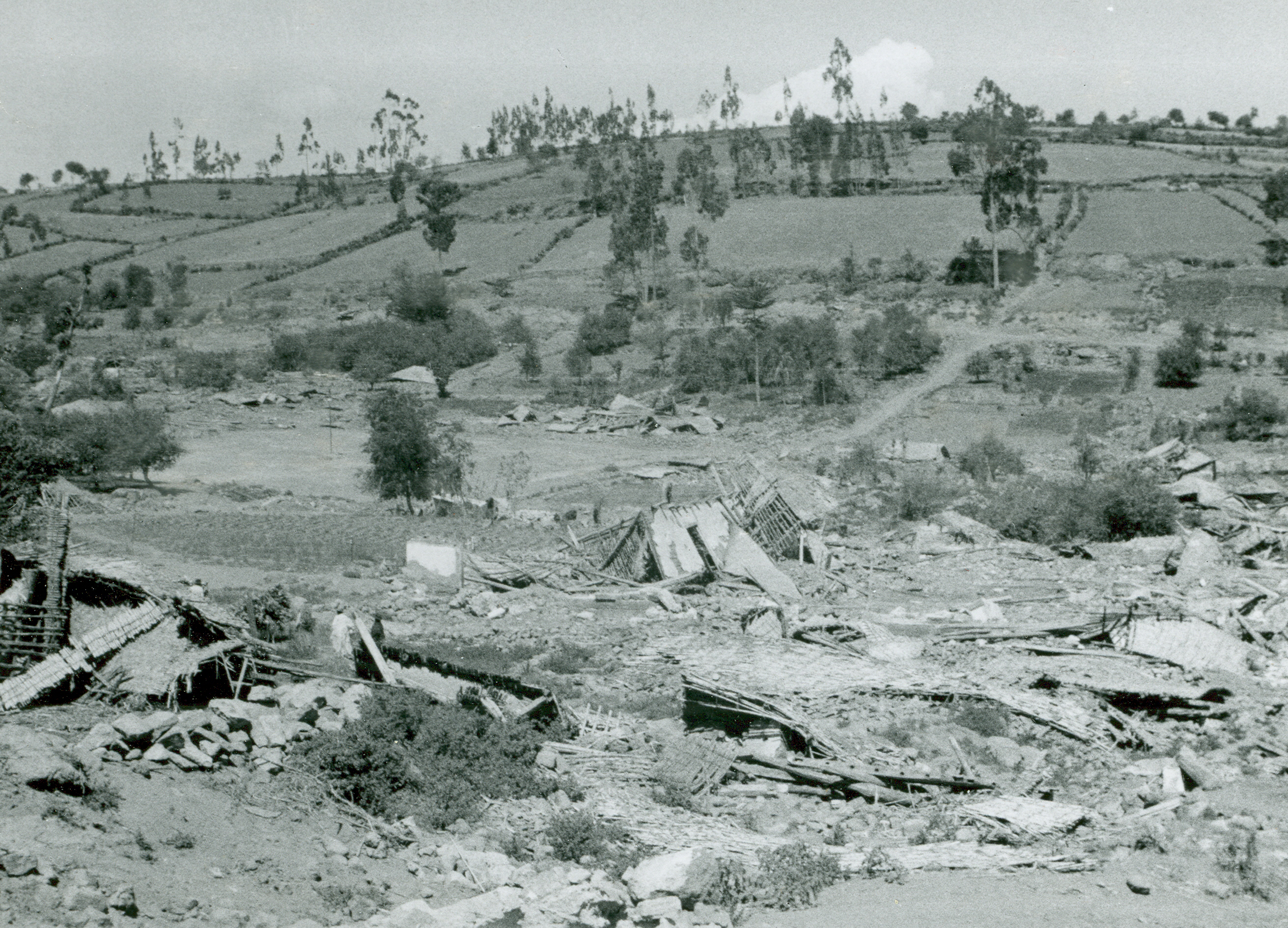
Jordbävningen i Ambato 1949

- Augusti – I Sverige införs enhetsskola på försök i 14 skoldistrikt.
- 5 augusti – En omfattande jordbävning i Ecuador lägger 80 städer i ruiner och kräver omkring 6 000 dödsoffer[11].
- 14 augusti – Den amerikanske boxaren Jersey Joe Walcott vinner mot Olle Tandberg på knockout efter bara 2 minuter och 35 sekunder vid en boxningsmatch i Stockholm.
- 15 augusti – Konrad Adenauers CDU vinner det första västtyska förbundsdagsvalet[4].
- 26 augusti – Efter att i 32 år ha varit konstnärlig ledare vid Gustavsbergs porslinsfabrik lämnar Wilhelm Kåge över chefskapet till sin elev och medarbetare Stig Lindberg[4].
- 29 augusti – Sovjetunionen testar sin första atombomb.
- 31 augusti – Den svenska ransoneringen av socker och bildäck upphör[8].

### September

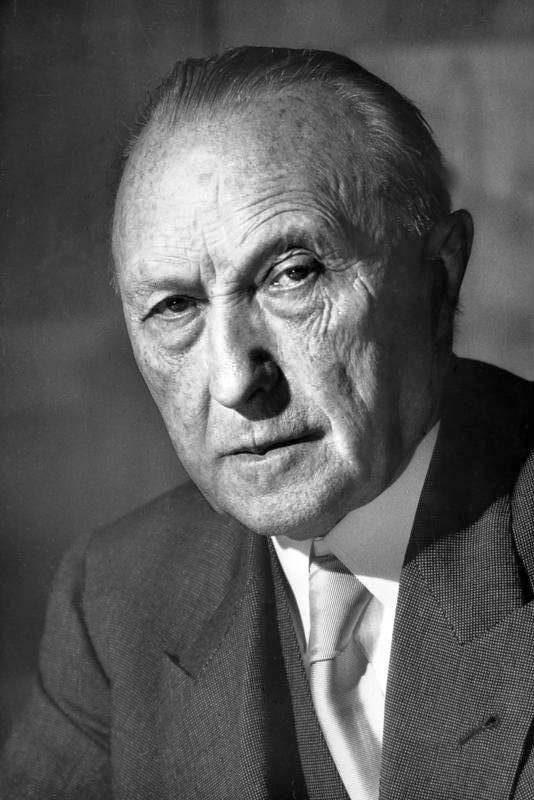
Konrad Adenauer, Västtysklands förste förbundskansler.

- 1 september – Sveriges första reaktionsdrivna (jetdrivna) flygplan, SAAB:s J 29 Flygande tunnan, börjar serietillverkas i Linköping[4].
- 4 september – 4 personer omkommer då ett persontåg kör in i ett malmtåg rusar söder om  Gällivare, Sverige[1].
- 7 september – Västtyskland utser 73-årige Konrad Adenauer (CDU) till Västtysklands förbundskansler och liberalen Theodor Heuss till förbundspresident[4].
- 15 september – Konrad Adenauer blir Västtysklands första förbundskansler[5].
- 16 september –
  - En serie radioföredrag av Ivar Lo-Johansson om den svenska åldringsvården väcker våldsam upprördhet[8].
  - Den svenska kronan devalveras i förhållande till den amerikanska dollarn med 30,5 %[8].
  - Medicinska Föreningen i Göteborg grundas.
- 17 september – 130 personer omkommer vid brand ombord på kanadensiska kryssningsfartyget passagerarfartyget SS Noronic[1].
- 18 september – Den första elektroniska datamaskinen presenteras i USA. Den heter ENIAC och är stor som en gymnastiksal[4].
- 23 september – Sovjetunionens första provsprängning av atombomb bekräftas[4] av USA:s president Harry S. Truman[5].

### Oktober

Folkrepubliken Kina utropas.

Östtyskland

- 1 oktober – Folkrepubliken Kina utropas av Mao Zedong sedan kommunisterna har tagit makten och Chiang Kai-shek flytt till Formosa[5].
- 7 oktober – En andra tysk stat skapas då den sovjetiska ockupationszonen omvandlas till Tyska demokratiska republiken (Deutsche Demokratische Republik; DDR), i dagligt tal känd som Östtyskland, med Östberlin som huvudstad[4].
- 13 oktober
  - Vilhelm Moberg utger romanen Utvandrarna, som handlar om emigrationen från Sverige till Nordamerika[4].
  - Lars Forssell debuterar med diktsamlingen Ryttaren[8].
- 16 oktober – Grekiska inbördeskriget slut då kommunisterna ger upp[12].
- 17 oktober – Hilding Hagberg efterträder Sven Linderot som ledare för SKP[4].
- 20 oktober – 15-årige Per Wästberg debuterar med novellsamlingen Pojke med såpbubblor[8].
- 22 oktober – 200 personer omkommer när ett expresståg mellan Gdańsk och Warszawa spårar ur nära Nowy Dwór[förtydliga][1].

### November
- 9 november – Strömmarna av flyktingar från Polen och Östtyskland debatteras i den svenska riksdagen. Yrkesmässig flyktingtrafik misstänks[8].
- 20 november – 36 personer omkommer då ett nederländskt flygplan med 37 personer, bland dem 29 judiska barn, störtar över Norge[1].
- 28 november – Den första av 20 Åsa-Nisse-filmer (Åsa-Nisse) har biopremiär[8]. John Elfström spelar Åsa-Nisse och Artur Rolén spelar Klabbarparn[2]. Premiären sker i Vetlanda[2].
  - Winston Churchill håller ett tal från Kingsway Hall i London till stöd för en europeisk union.[13]

### December
- 8 december – Chiang Kai-sheks nationalistkinesiska regering flyr undan kommunisterna till Formosa och utropar ön som Republiken Kina[12].
- 25 december –  Chabarovskrättegångarna inleds.
- 27 december – Drottning Juliana av Nederländerna undertecknar en lag som gör Indonesien självständigt[4].
- 31 december – De svenska kristidsstyrelserna och de flesta kristidsnämnderna upphör.

### Okänt datum
- Vatikanstaten meddelar att ben som avtäckts vid de underjordiska katakomberna kan vara aposteln Petrus ("Sankte Per"); 19 år senare bekräftar påven Paulus VI att benen tillhör den förste påven.[14]
- 1949 blir första året då ingen afroamerikan rapporteras lynchad i USA.[15]
- Herbert Tingsten pläderar i Dagens Nyheter för ett svenskt NATO-medlemskap.
- Den svenska Arbetarskyddsstyrelsen (ASS) inrättas, som en del av Arbetarskyddsverket. Den blir chefsmyndighet för Yrkesinspektionen (YI) som skall se till arbetsmiljön.
- Serieproduktionen av SAAB:s bilar inleds.
- Efter nära nio år upphör de svenska ransoneringarna av tvål, såpa och tvättmedel.
- Flen och Nacka får stadsprivilegium, Gislaved och Munkfors blir köpingar.
- Sverige väljer alliansfrihet i fred syftande till neutralitet i krig[16], vilket är Sveriges första neutralitetsförklaring.
- Personbilsmodellen Saab 92 börjar tillverkas[17].
- Slaveri i Kuwait avskaffas.

## Födda

### Första kvartalet

#### Januari
- 3 januari – Sylvia Likens, amerikanskt brottsoffer. (död 1965)
- 4 januari – Michael Beck, amerikansk skådespelare.
- 5 januari – Thomas M. Davis, amerikansk republikansk politiker, kongressledamot 1995–2008.
- 10 januari
  - George Foreman, amerikansk tungviktsboxare. (död 2025)
  - Linda Lovelace, amerikansk porrskådespelare, senare feminist och anti-pornografiaktivist. (död 2002)
- 12 januari – Haruki Murakami, japansk författare och översättare.
- 15 januari – Gunnar Rehlin, svensk filmkritiker.
- 17 januari
  - Gyude Bryant, interimspresident i Liberia mellan 2003 och 2005. (död 2014)
  - Andy Kaufman, amerikansk komiker och skådespelare. (död 1984)
  - Mick Taylor, brittisk musiker.
- 19 januari
  - Robert Palmer, brittisk musiker. (död 2003)
  - Mikael Ramel, svensk musiker.
- 20 januari – Göran Persson, svensk socialdemokratisk politiker, Sveriges statsminister 1996–2006[8].
- 22 januari
  - Steve Perry, amerikansk sångare.
  - Shri Manik Sarkar, indisk politiker, chefsminister i Tripura.
- 24 januari
  - John Belushi, amerikansk skådespelare. (död 1982)
  - Bart Gordon, amerikansk demokratisk politiker, kongressledamot 1985–2011.
- 26 januari – David Strathairn, amerikansk skådespelare.
- 27 januari – Marilyn Musgrave, amerikansk republikansk politiker.
- 28 januari – Janet Dean, brittisk parlamentsledamot för Labour Party 1997–2010.
- 29 januari
  - Birger Schlaug, svensk politiker, språkrör i Miljöpartiet 1985–1988 och 1992-2000.[8].
  - Tommy Ramone, amerikansk trumslagare, medlem i Ramones. (död 2014)

#### Februari
- 2 februari – Brent Spiner, amerikansk skådespelare.
- 4 februari – Roger Williamson, brittisk racerförare. (död 1973)
- 8 februari – Brooke Adams, amerikansk skådespelare.
- 14 februari – Richard Neal, amerikansk demokratisk politiker, kongressledamot 1989–.
- 18 februari
  - Gary Ridgway, amerikansk seriemördare, känd som "Green River-mördaren".
  - Pat Fraley, amerikansk röstskådespelare.
- 21 februari – Phil Hare, amerikansk demokratisk politiker.
- 22 februari – Niki Lauda, österrikisk racerförare. (död 2019)
- 24 februari – Hans V. Engström, svensk skådespelare. (död 2014)
- 26 februari
  - Lynda Clark, brittisk politiker.
  - Elizabeth George, amerikansk författare.

#### Mars
- 1 mars – Tomas Laustiola, svensk skådespelare, regissör och alkoholterapeut.
- 2 mars – Gates McFadden, amerikansk skådespelare.
- 3 mars – Gloria Hendry, amerikansk skådespelare.
- 9 mars
  - Kalevi Aho, finländsk kompositör.
  - Tapani Kansa, finländsk sångare. (död 2025)
- 16 mars
  - Erik Estrada, amerikansk skådespelare.
  - Victor Garber, kanadensisk skådespelare och musiker.
- 17 mars – Patrick Duffy, amerikansk skådespelare.
- 18 mars
  - Åse Kleveland, norsk sångerska och kulturminister 1990–1994, VD för Svenska Filminstitutet.
  - Bengt Hjalmarsson, svensk styckmördare och kannibal. (död 2015)
- 23 mars
  - Agneta Ehrensvärd, svensk skådespelare och regissör.
  - Trevor Jones, sydafrikansk kompositör.
- 31 mars – Roger Palm, svensk trumslagare. (död 2024)

### Andra kvartalet

#### April
- 1 april – Lasse Eriksson, svensk artist och författare. (död 2011)
- 6 april – Horst L. Störmer, tysk fysiker, nobelpristagare.
- 7 april – Anders Kristiansson, svensk volleybolltränare.
- 13 april
  - Frank Doran, brittisk parlamentsledamot för Labour Party 1987–1992 och 1997–2015. (död 2017)
  - Maria Hedborg, svensk skådespelare.
  - Cia Löwgren, svensk skådespelare. (död 2024)
- 15 april – Alla Pugatjova, rysk sångerska och skådespelare.
- 17 april – Hans Klinga, svensk regissör och skådespelare. (död 2025)
- 20 april – Jessica Lange, amerikansk skådespelare.
- 28 april
  - Tom Cole, amerikansk politiker (republikan).
  - Christer Nilson, svensk producent, manusförfattare och inspelningsledare.

#### Maj
- 7 maj – Laurence Plumridge, svensk skådespelare, sångare och pjäsförfattare.
- 8 maj – Rockets Redglare, amerikansk skådespelare.
- 9 maj
  - Billy Joel, amerikansk sångare, pianist och låtskrivare.
  - Ibrahim Baré Maïnassara, president i Niger, 1996–1999.
  - Oleg Atkov, rysk kosmonaut.
- 13 maj – Anitra Steen, svensk VD i Systembolaget, maka till statsminister Göran Persson.
- 16 maj – Churchill Braz Alemao, indisk politiker, chefsminister i Goa, 1990.
- 20 maj
  - Bo Inge Andersson, svensk journalist och germanist.
  - Nick Rahall, amerikansk demokratisk politiker.
- 21 maj – Björn Ranelid, svensk författare.
- 22 maj – Nancy Hollister, amerikansk republikansk politiker, guvernör i Ohio 1998–1999.
- 23 maj – Alan García Pérez, peruansk politiker, president 1985–1990.
- 24 maj
  - Christina Lövestam, svensk präst och författare.
  - Jim Broadbent, brittisk skådespelare.
  - Steve Cohen, amerikansk demokratisk politiker, kongressledamot 2007-.
- 26 maj
  - Jeremy Corbyn, brittisk parlamentsledamot för Labour Party från 1983.
  - Pam Grier, amerikansk skådespelare.
  - Phillip Michael Thomas, amerikansk skådespelare.
- 28 maj – Steve King, amerikansk republikansk politiker, kongressledamot 2003–2021.
- 29 maj – Lars-Eric Brossner, svensk kompositör och musiker.
- 30 maj – Dean Kilpatrick, maneger åt rockbandet Lynyrd Skynyrk.
- 31 maj – Tom Berenger, amerikansk skådespelare.

#### Juni
- 1 juni
  - Irena Degutienė, regeringschef i Litauen vid två tillfällen.
  - Powers Boothe, amerikansk skådespelare.
- 5 juni – Ken Follett, brittisk författare.
- 10 juni
  - Zoltan Bajkai, svensk skådespelare.
  - Frankie Faison, amerikansk skådespelare.
- 11 juni
  - Frank Beard, amerikansk musiker, trummis i ZZ Top.
  - Tom Pryce, brittisk racerförare.
- 12 juni – Ewa Roos, svensk sångerska och musikalartist
- 13 juni ¨
  - Simon Callow, brittisk skådespelare, regissör och författare.
  - Thierry Sabine, fransk rallyförare.
- 15 juni – Jim Varney, amerikansk skådespelare.
- 17 juni – Tom Corbett, amerikansk republikansk politiker, guvernör i Pennsylvania 2011-.
- 18 juni
  - Lech Kaczyński, polsk politiker, president 2005-2010.
  - Paul Tonko, amerikansk demokratisk politiker, kongressledamot 2009-
- 20 juni – Lionel Richie, amerikansk sångare och låtskrivare.
- 21 juni – Linda Kasabian, kriminell, en av Charles Mansons gängmedlemmar.
- 22 juni
  - Alan Osmond, amerikansk musiker, medlem i Osmonds.
  - Meryl Streep, amerikansk skådespelare.
- 23 juni
  - Per Dunsö, svensk skådespelare och musiker.
  - Lauren Shuler Donner, amerikansk skådespelare och filmproducent.
- 25 juni – Patrick Tambay, fransk racerförare och TV-kommentator.

### Tredje kvartalet

#### Juli
- 1 juli – John Farnham, australisk sångare.
- 2 juli – Roy Bittan, amerikansk musiker, pianist i E Street Band.
- 7 juli – Shelley Duvall, amerikansk skådespelare.
- 8 juli – Y.S. Rajasekhara Reddy, indisk politiker.
- 13 juli – Katarina Strandmark, svensk skådespelare.
- 15 juli – Carl Bildt, svensk politiker, partiledare för Moderaterna 1986–1999, Sveriges statsminister 1991–1994[8].
- 16 juli – Ishenbay Kadyrbekov, kirgisisk politiker.
- 17 juli – Geezer Butler, brittisk musiker, medlem i Black Sabbath.
- 22 juli
  - Alan Menken, amerikansk filmmusik-kompositör.
  - Lasse Virén, finländsk långdistanslöpare.
- 26 juli
  - Thaksin Shinawatra, Thailands premiärminister 2001–2006.
  - Roger Taylor, brittisk sångare, låtskrivare och musiker, trumslagare i Queen.
- 28 juli – Randall Wallace, amerikansk regissör.
- 29 juli – Fredrik Belfrage, svensk radioman och programledare i TV.

#### Augusti
- 2 augusti
  - Bertalan Farkas, ungersk kosmonaut.
  - Cathy Gilles, kriminell, en av Charles Mansons gängmedlemmar.
- 3 augusti – David Chaytor, brittisk parlamentsledamot för Labour från 1997.
- 5 augusti – Lasse Flinckman, svensk dragshowartist.
- 7 augusti – Walid Jumblatt, libanesisk politiker.
- 8 augusti – Keith Carradine, amerikansk skådespelare och sångare.
- 12 augusti – Mark Knopfler, skotsk musiker, gitarrist.
- 20 augusti – Phil Lynott, irländsk musiker, ledare för hårdrocksgruppen Thin Lizzy.
- 20 augusti – Loretta Devine, amerikansk skådespelare.
- 23 augusti
  - Shelley Long, amerikansk skådespelare.
  - William Lane Craig, svensk kristen dubbeldoktor filosofi/teologi.
  - Leslie Van Houten, kriminell, en av Charles Mansons gängmedlemmar.
- 24 augusti
  - Pia Degermark, svensk skådespelare.
  - Bob Holden, amerikansk demokratisk politiker, guvernör i Missouri 2001–2005.
- 25 augusti – Gene Simmons, amerikansk musiker (basist i KISS).
- 29 augusti – Anja Landgré, svensk skådespelare.
- 31 augusti – Richard Gere, amerikansk skådespelare.

#### September
- 1 september – P.A. Sangma, indisk politiker.
- 2 september – Wiesław Kuc, polsk politiker.
- 3 september – Patriark Petrus VII av Alexandria, grekisk-ortodox patriark av Alexandria.
- 7 september – Gloria Gaynor, amerikansk sångerska.
- 9 september – Susilo Bambang Yudhoyono, Indonesiens president 2004–2014.
- 10 september – Bill O'Reilly, amerikansk TV-programledare och journalist.
- 14 september – Tommy Seebach, dansk musiker.
- 15 september – Joe Barton, amerikansk republikansk politiker, kongressledamot 1985-.
- 16 september – Vince Snowbarger, amerikansk republikansk politiker, kongressledamot 1997–1999.
- 18 september
  - Peter Shilton, engelsk fotbollsspelare.
  - Billy Drago, amerikansk skådespelare.
  - Beth Grant, amerikansk skådespelare.
  - Jim McCrery, amerikansk republikansk politiker.
- 19 september
  - Patsy Calton, brittisk parlamentsledamot (liberaldemokrat) från 2001.
  - Twiggy, brittisk skådespelare och fotomodell.
- 20 september – Lena Häll Eriksson, svensk generaldirektör för Kriminalvårdsstyrelsen 2003–2004.
- 23 september – Bruce Springsteen, amerikansk rocksångare, gitarrist och låtskrivare.
- 24 september – Anders Arborelius, biskop för Stockholms katolska stift.
- 25 september – Jerry Costello, amerikansk demokratisk politiker.
- 26 september – Liz Blackman, brittisk parlamentsledamot för Labour.
- 27 september – Jahn Teigen, norsk musiker och schlagerartist.

### Fjärde kvartalet

#### Oktober
- 3 oktober – Malena Ivarsson, svensk socionom, sexolog, författare och programledare i TV.
- 8 oktober – Sigourney Weaver, amerikansk skådespelare.
- 12 oktober – Ilich Ramírez Sánchez, ökänd terrorist under namnet "Carlos".
- 21 oktober – Benjamin Netanyahu, israelisk premiärminister 1996–1999.
- 22 oktober – John Shadegg, amerikansk republikansk politiker.
- 24 oktober – Nick Ainger, brittisk parlamentsledamot för Labour.
- 27 oktober – Garry Tallent, amerikansk musiker, basist.
- 31 oktober – Frank Silva, amerikansk kulissarbetare och skådespelare. (död 1995)

#### November
- 2 november – Mineko Iwasaki, känd japansk geisha.
- 3 november – Larry Holmes, amerikansk tungviktsboxare.
- 6 november – Brad Davis, amerikansk skådespelare. (död 1991)
- 7 november
  - Su Pollard, brittisk skådespelare och sångare.
  - Annika Åhnberg, svensk politiker, jordbruksminister 1996–1998, ordförande för Rädda Barnen.
- 8 november
  - Anders Palm, svensk regissör, manusförfattare, producent och skådespelare.
  - Bonnie Raitt, amerikansk bluessångerska.
- 11 november – Ismail Petra, sultan av Kelantan, Malaysia. (död 2019)
- 16 november – Rita Holst, svensk manusförfattare och författare.
- 17 november – John Boehner, amerikansk republikansk politiker.
- 18 november – Ahmed Zaki, egyptisk skådespelare. (död 2005)
- 19 november – El Manik, indonesisk skådespelare.
- 20 november
  - Thelma Drake, amerikansk republikansk politiker, kongressledamot 2005–2009.
  - Ulf Lundell, svensk rocksångare, författare, bildkonstnär och poet.
  - Juha Mieto, finländsk längdåkare.
- 21 november – Lars Leijonborg, svensk politiker, partiledare för Folkpartiet liberalerna 1997–2007[8].
- 27 november – Archibald Douglas, svensk greve.
- 28 november – Paul Shaffer, kanadensisk musiker och komiker.

#### December
- 1 december – Pablo Escobar, colombiansk narkotikabaron, ledare för Medellínkartellen. (död 1993)
- 3 december
  - John Akii-Bua, ugandisk friidrottare. (död 1997)
  - Heather Menzies, amerikansk skådespelare, Louisa von Trapp i Sound of Music.
- 4 december
  - Jeff Bridges, skådespelare.
  - Derek Wyatt, brittisk parlamentsledamot för Labour.
- 5 december – Pamela Blair, amerikansk skådespelare.
- 6 december – Janet Anderson, brittisk parlamentsledamot för Labour. (död 2023)
- 7 december – Tom Waits, amerikansk sångare, kompositör och skådespelare.
- 8 december
  - Birgit Carlstén, svensk skådespelare och sångare.
  - Nancy Meyers, amerikansk filmproducent, manusförfattare och regissör.
- 10 december – Harry Cohen, brittisk parlamentsledamot för Labour Party 1983–2010.
- 12 december – Marc Ravalomanana, president på Madagaskar.
- 14 december – Slavko Dokmanović, kroatienserbisk politiker.
- 15 december
  - Cliff Williams, brittisk musiker, medlem i AC/DC.
  - Erik Fichtelius, svensk journalist.
  - Don Johnson, amerikansk skådespelare, känd bland annat från TV-serien Miami Vice.
- 20 december – Bergljót Árnadóttir, svensk skådespelare.
- 21 december – Thomas Sankara, president i Burkina Faso 1983–1987.
- 22 december
  - Maurice Gibb, brittisk sångare i Bee-Gees.
  - Robin Gibb, brittisk sångare i Bee-Gees.
- 24 december – Randy Neugebauer, amerikansk republikansk politiker, kongressledamot 2003–2017.
- 25 december – Sissy Spacek, amerikansk skådespelare.
- 26 december - Ira Newborn, amerikansk kompositör.
- 27 december – Klaus Fischer, tysk fotbollsspelare.
- 28 december – Per-Olof Sännås, svensk fotograf.
- 31 december – Tom Kite, amerikansk golfspelare.

## Avlidna

### Första kvartalet

#### Januari
- 7 januari – Elin Wägner, 66, svensk författare, journalist och feminist[8].
- 10 januari – Othon Friesz, 69, fransk postimpressionistisk målare och formgivare.
- 13 januari – Aino Aalto, 54, finländsk arkitekt och formgivare.
- 18 januari – Charles Ponzi, 66, italiensk-amerikansk svindlare.
- 20 januari – Gustaf Komppa, 81, finländsk kemist.
- 21 januari
  - Gunnar Grauers, 70, svensk ingenjör.
  - Fritz Knöchlein, 37, tysk SS-officer, dömd krigsförbrytare.
- 26 januari – Irvine Lenroot, 79, amerikansk republikansk politiker och jurist, senator 1918–1927.
- 28 januari – Emil Cedercreutz, 69, finländsk skulptör.

#### Februari
- 5 februari – Rudolf Peersen, 80, norsk jurist och politiker, försvarsminister 1919.
- 7 februari – Carl Hagman, 58, svensk sångare och skådespelare.
- 11 februari – Axel Munthe, 91, svensk läkare och författare, författare till "Boken om San Michele"[2].
- 28 februari – Erland Colliander, 70, svensk skådespelare.

#### Mars
- 4 mars – Karolina Widerström, 92, Sveriges första kvinnliga läkare[8].
- 6 mars – J. Melville Broughton, 60, amerikansk demokratisk politiker, guvernör i North Carolina 1941–1945, senator 1948-1949.
- 12 mars – Anna-Maria Tallgren, 62, finländsk essäist och litteraturkritiker.
- 25 mars – Ross S. Sterling, 74, amerikansk demokratisk politiker och affärsman.
- 31 mars – Otto Landahl, 59, svensk skådespelare.

### Andra kvartalet

#### April
- 2 april – Herman Lantz, 67, svensk skådespelare, manusförfattare och simhoppare.
- 11 april – Chase Osborn, 89, amerikansk republikansk politiker och publicist, guvernör i Michigan 1911–1913.
- 18 april – Ulrich Salchow, 71, svensk konståkare med tio världsmästerskapsguld[8].

#### Maj
- 6 maj – Maurice Maeterlinck, 86, belgisk författare, nobelpristagare.
- 9 maj – Louis II, 78, furste av Monaco.
- 21 maj – Klaus Mann, 42, tysk författare.

#### Juni
- 4 juni – Maurice Blondel, 87, fransk katolsk filosof.
- 10 juni – Sigrid Undset, 67, norsk författare, nobelpristagare.
- 12 juni – Nils Björk, 83, svensk banvakt, småbrukare och politiker (socialdemokrat).
- 19 juni – William Comstock, 71, amerikansk demokratisk politiker, guvernör i Michigan 1933–1935.

### Tredje kvartalet

#### Juli
- 11 juli – Beauford H. Jester, 56, amerikansk demokratisk politiker, guvernör i Texas 1947-1949.
- 12 juli – Douglas Hyde, 89, irländsk politiker och författare, Irlands president 1938–1945.
- 19 juli – Frank Murphy, 59, amerikansk politiker och domare i USA:s högsta domstol.
- 26 juli – Linda Arvidson, 65, amerikansk skådespelare.
- 31 juli – John C.B. Ehringhaus, 67, amerikansk demokratisk politiker, guvernör i North Carolina 1933–1937.

#### Augusti
- 16 augusti – Margaret Mitchell, 48, amerikansk författare.

#### September
- 3 september – Vilhelm Ekelund, 68, svensk författare.
- 4 september – Olof Ås, 56, svensk inspicient och skådespelare.
- 7 september – José Clemente Orozco, 65, mexikansk konstnär.
- 8 september – Richard Strauss, 85, tysk tonsättare.
- 14 september – Zara Backman, 73, svensk skådespelare.
- 18 september – Frank Morgan, 59, amerikansk skådespelare.

### Fjärde kvartalet

#### Oktober
- 8 oktober – Bert H. Miller, 69, amerikansk demokratisk politiker och jurist, senator 1949.
- 10 oktober – Leonor Michaelis, 74, tysk-amerikansk biokemist.
- 28 oktober – Marcel Cerdan, 33, fransk proffsboxare, världsmästare i mellanvikt 1948–1949.

#### November
- 3 november – Solomon Robert Guggenheim, 88, amerikansk konstsamlare och filantrop.
- 6 november – Ellen Trotzig, 71, svensk konstnär.
- 8 november – Clyde M. Reed, 78, amerikansk republikansk politiker, senator 1939-1949.
- 11 november – Yngwe Nyquist, 69, svensk skådespelare, opera- och operettsångare.
- 15 november – Nathuram Godse, 39, indisk hinduaktivist, mördade Mahatma Gandhi.
- 21 november – John Ekman, 69, svensk skådespelare.
- 27 november – William H. King, 86, amerikansk demokratisk politiker och jurist, senator 1917–1941.
- 28 november – Marga Riégo, 54, svensk skådespelare.
- 30 november – Julius P. Heil, 73, tysk-amerikansk politiker och affärsman, guvernör i Wisconsin 1939–1943.

#### December
- 11 december – Krishna Chandra Bhattacharya, 74, indisk filosof.
- 16 december – Emil Aaltonen, 80, finländsk industriman och donator.
- 27 december – Lotten Olsson, 80, svensk skådespelare.
- 28 december – Jack Lovelock, 39, nyzeeländsk friidrottare och läkare.

## Nobelpris[18]
- Fysik – Hideki Yukawa, Japan
- Kemi – William Giauque, USA
- Medicin
  - Walter Hess, Schweiz
  - Egas Moniz, Portugal
- Litteratur – William Faulkner, USA
- Fred – Lord John Boyd Orr, Storbritannien

### Fotnoter
1. 1 2 3 4 5 6 7  Faktakalendern 1996, Semic, 1995
2. 1 2 3 4 5 6 7  Sverige 1900-talet – 1949, NE, Bra Böcker, 2000
3. ↑  ”Finlex – Lag om hushållsarbetstagares arbetsförhållande”. http://www.finlex.fi/sv/laki/ajantasa/1977/19770951.
4. 1 2 3 4 5 6 7 8 9 10 11 12 13 14 15 16 17 18  20:e århundrades När Var Hur – 1949, Bernt Himmelstedt, Forum, 1999
5. 1 2 3 4 5 6 7 8 9 10 11 12  100 år med Aftonbladet – 1949, 1999
6. ↑  75 år Sverige, Carl-Adam Nycop, Bokförlaget Bra böcker, 1976, sidan 159 – Betty skjuten i Paris
7. 1 2  Almanack för alla 1950 P.A. Norstedt & Söners förlag (1949), s. 46-47
8. 1 2 3 4 5 6 7 8 9 10 11 12 13 14 15 16 17 18  Hundra år i Sverige – 1949, Hans Dahlberg, Albert Bonniers, 1999
9. ↑  ”Libya” (på engelska). World Statesmen. http://www.worldstatesmen.org/Libya.htm. Läst 22 september 2012.
10. ↑   Almanack för alla 1950. Stockholm: P. A. Norstedt & söner. 1949. sid. 45-55
11. ↑  Faktakalendern 2006, Semic, 2005
12. 1 2  Faktakalendern 2000 – 1949 (Utlandet), Semic, 1999
13. ↑  ”Address given by Winston Churchill (London, 28 november 1949)”. CVCE - Center of European Studies. 28 november 1949. http://www.cvce.eu/collections/unit-content/-/unit/02bb76df-d066-4c08-a58a-d4686a3e68ff/5c5ac4fd-473a-4631-8b89-e8a554ca3304/Resources#ce26cc27-30bc-4ec1-b0df-8a572f3dcc0e_en&overlay. Läst 21 februari 2014.
14. ↑  "Year by Year 1949" – History Channel International.
15. ↑  From Harding to Hiroshima by Barrington Boardman (1988), p. 14. ISBN 0-934878-94-3
16. ↑  Sverige 1900-talet – Sverige åter i Europa, NE, Bra Böcker, 2000
17. ↑  Sverige 1900-talet – Kommunikativ, snabb, snål, skön och säker design, NE, Bra Böcker, 2000
18. ↑  ”Nobelpriset”. https://www.nobelprize.org/prizes/lists/all-nobel-prizes/. Läst 10 april 2011.